# (528) Реция
(528) Реция (нем. Rezia) — астероид главного пояса, который принадлежит к спектральному классу C.  Он был открыт 20 марта 1904 года немецким астрономом Максом Вольфом в Обсерватории Хайдельберг-Кёнигштуль и назван в честь героини оперы Карла Марии фон Вебера «Оберон».
Август Копфф наблюдал (527) Реция 1 ноября 1907 и ошибочно дал астероиду наименование 1907 AQ, решив, что это новый астероид.
Тиссеранов параметр относительно Юпитера — 3,108.
Спектральный класс астероида был установлен только в 1987 году после определения альбедо.